# 宜昌 (廷尉)
宜昌（ぎしょう、生没年不詳）は、中国の前漢の時代の高官である。姓が不明で宜昌が名である。文帝のとき、紀元前165年から紀元前163年まで、廷尉を務めた。

## 略歴
『漢書』百官公卿表に、文帝の15年（紀元前165年）に宜昌が廷尉になったことが見える。
『漢書』爰盎鼂錯伝によれば、文帝15年9月以前の近い時期に、他の高官とともに、廷尉の宜昌は「賢良」の人として鼂錯を推挙した。
文帝後元年（紀元前163年）に「信」が廷尉になったため、このとき交代したと考えられる。